# Martinsville (Missouri)
Pour les articles homonymes, voir Martinsville.
Martinsville est une communauté non-incorporée à l'ouest du comté de Harrison au Missouri.